# Giải Gấu bạc cho đạo diễn xuất sắc nhất
Giải Gấu bạc cho đạo diễn xuất sắc nhất là một giải của Liên hoan phim Berlin dành cho đạo diễn của một phim tranh giải được bầu chọn là xuất sắc nhất.
Dưới đây là danh sách các người đoạt giải:
| Năm  | Đạo diễn                             | Phim                                |
| ---- | ------------------------------------ | ----------------------------------- |
| 1956 | Robert Aldrich                       | Autumn Leaves                       |
| 1957 | Mario Monicelli                      | Padri e figli                       |
| 1958 | Tadashi Imai                         | Jun'ai monogatari                   |
| 1959 | Akira Kurosawa                       | The Hidden Fortress                 |
| 1960 | Jean-Luc Godard                      | À bout de souffle                   |
| 1961 | Bernhard Wicki                       | Das Wunder des Malachias            |
| 1962 | Francesco Rosi                       | Salvatore Giuliano                  |
| 1963 | Nikos Koundouros                     | Mikres Afrodites                    |
| 1964 | Satyajit Ray                         | Mahanagar                           |
| 1965 | Satyajit Ray                         | Charulata                           |
| 1966 | Carlos Saura                         | La Caza                             |
| 1967 | Zivojin Pavlovic                     | Budjenje pacova                     |
| 1968 | Carlos Saura                         | Peppermint Frappé                   |
| 1972 | Jean-Pierre Blanc                    | La Vieille fille                    |
| 1975 | Sergei Solovyov                      | Sto dney posle detstva              |
| 1976 | Mario Monicelli                      | Caro Michele                        |
| 1977 | Manuel Gutiérrez Aragón              | Camada Negra                        |
| 1978 | Georgi Djulgerov                     | Advantage                           |
| 1979 | Astrid Henning-Jensen                | Vinterborn                          |
| 1980 | István Szabó                         | Bizalom                             |
| 1982 | Mario Monicelli                      | Il Marchese del Grillo              |
| 1983 | Eric Rohmer                          | Pauline á la Plage                  |
| 1984 | Ettore Scola                         | Le Bal                              |
| 1985 | Robert Benton                        | Places in the Heart                 |
| 1986 | Georgi Schengelaja                   | Achalgasrda kompositoris mogsauroba |
| 1987 | Oliver Stone                         | Trung đội                           |
| 1988 | Norman Jewison                       | Moonstruck                          |
| 1989 | Dusan Hanák                          | Ja milujem, ty milujes              |
| 1990 | Michael Verhoeven                    | Das schreckliche Mädchen            |
| 1991 | Jonathan Demme                       | The Silence of the Lambs            |
|      | Ricky Tognazzi                       | Ultrá                               |
| 1992 | Jan Troell                           | Il Capitano                         |
| 1993 | Andrew Birkin                        | The Cement Garden                   |
| 1994 | Krzysztof Kieslowski                 | Trzy kolory: Bialy                  |
| 1995 | Richard Linklater                    | Before Sunrise                      |
| 1996 | Yim Ho                               | Tai yang you er                     |
|      | Richard Loncraine                    | Richard III                         |
| 1997 | Eric Heumann                         | Port Djema                          |
| 1998 | Neil Jordan                          | The Butcher Boy                     |
| 1999 | Stephen Frears                       | The Hi-Lo Country                   |
| 2000 | Milos Forman                         | Man on the Moon                     |
| 2001 | Lin Cheng-Sheng                      | Ai ni ai wo                         |
| 2002 | Otar Iosseliani                      | Lundi Matin                         |
| 2003 | Patrice Chéreau                      | Son frère                           |
| 2004 | Kim Ki-Duk                           | Samaria                             |
| 2005 | Marc Rothemund                       | Sophie Scholl - Die letzten Tage    |
| 2006 | Michael Winterbottom, Mat Whitecross | The Road To Guantanamo              |
| 2007 | Joseph Cedar                         | Beaufort                            |
| 2008 | Paul Thomas Anderson                 | There Will Be Blood                 |
| 2009 | Asghar Farhadi                       | About Elly                          |
| 2010 | Roman Polanski                       | The Ghost Writer                    |
| 2011 | Ulrich Köhler                        | Sleeping Sickness                   |
| 2012 | Christian Petzold                    | Barbara                             |